# Трифун Цариградски
Трифун Цариградски је био патријарх Константинопоља почетком Х века. 
Византијски цар Роман је имао сина Теофилакта од 16 година када је умро патријарх Стефан. Цар је хтео свога сина поставити за патријарха јер га је заветовао духовном звању још одмалена, али због његове младости се постидео да то учини. Престо патријаршиски заузео је Трифун. И остао је Трифун на престолу три године. Када је царев син напунио двадесет година, решио је цар пошто-пото уклонити Трифуна и свога сина поставити за патријарха. Трифун није хтео да се добровољно уклони са престола јер је сматрао за велику саблазан, да се тако млад човек уздиже на тако одговоран и тежак положај као што је патријаршиски. Тада је сплетком некога епископа измамљен потпис Трифуна на чистој хартији, па после изнад тог потписа је написана у царском двору тобожња оставка патријархова коју је цар објавио. Због тога је настала велика смутња у цркви, јер су народ и свештенство стајали уз Трифуна. Онда је цар силом уклонио старог патријарха и послао у манастир, а сина свога Теофилакта поставио за патријарха. Свети Трифун је поживео у манастиру као подвижник 2 године и 5 месеци, и потом преминуо 933. године.
Српска православна црква слави га 19. априла по црквеном, а 2. маја по грегоријанском календару.